# Minami Minegishi
Minami Minegishi (峯岸 みなみ Minegishi Minami?,  Itabashi, Tokio, 15 de noviembre de 1992) es una Idol, cantante y actriz japonesa, principalmente conocida por haber sido miembro del grupo femenino AKB48, donde formó parte del Equipo K. Entre 2008 y 2013, Minegishi también fue miembro de la subunidad No Sleeves junto a Haruna Kojima y Minami Takahashi. Su graduación del grupo tuvo lugar el 28 de mayo de 2021, habiendo sido miembro del mismo durante un total de dieciséis años. La estadía de Minegishi en AKB48 es la más larga de la historia del grupo.

## Biografía

### Primeros años
Minegishi nació el 15 de noviembre de 1992 en el barrio residencial de Itabashi, Tokio, como la segunda de tres hermanos. Sus padres dirigían un salón de té, pero este cerró en enero de 2016 y posteriormente fue convertido en un comedor. Minegishi comenzó a bailar a la edad de cuatro años. En 2002, mientas asistía a la escuela primaria, audicionó para la Hello! Project • Kids Audition de Hello! Project, pero no aprobó. Se graduó de la escuela secundaria en marzo de 2011.

### Carrera

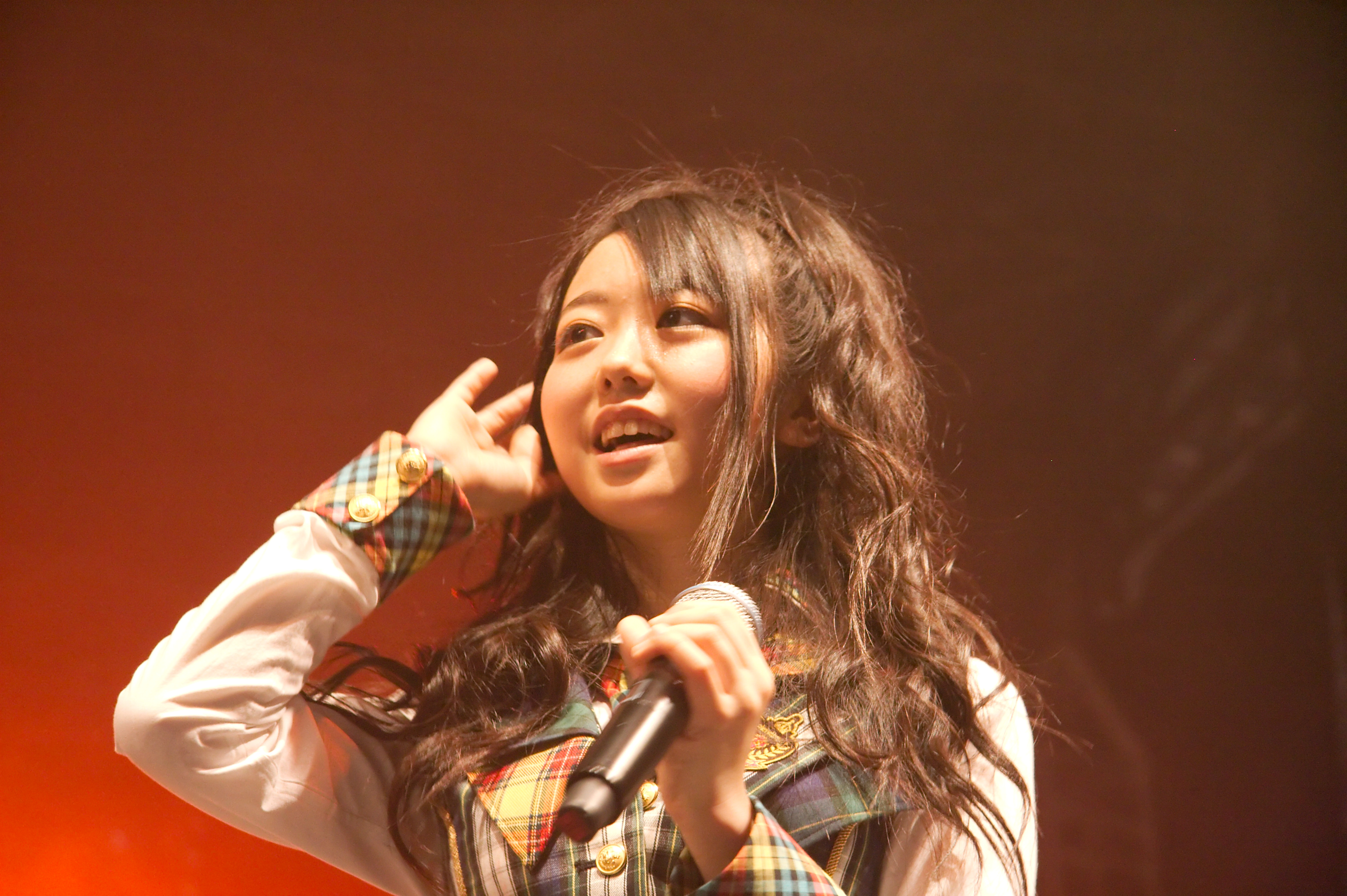
Minegishi en la Japan Expo de 2009.

El 30 de octubre de 2005, Minegishi fue una de las 24 jóvenes de 7.924 aplicantes que aprobaron la primera audición de AKB48, siendo también una de sus miembros fundadores. Debutó en AKB48 como miembro del Equipo A. En agosto de 2008, Minegishi comenzó a aparecer de forma regular en el drama televisivo Cat Street, el cual fue su debut como actriz. En septiembre del mismo año, se anunció que formaría parte de una nueva subunidad llamada No Sleeves, junto a Haruna Kojima y Minami Takahashi. En octubre, protagonizó el drama Mendol: Ikemen idol junto a Kojima y Takahashi, serie para la cual también interpretaron su tema principal.
En 2009, se posicionó en el puesto número dieciséis durante las elecciones generales de AKB48. El 12 de marzo de 2011, Minegishi debutó como miembro del Equipo K y se posicionó en el puesto número catorce durante las elecciones de ese año, con un total de 25,638 votos. Minegishi es invitada regular en varios shows de variedades, y ha aparecido en numerosos anuncios como miembro de AKB48, así como también en solitario.
Actualmente, Minegishi es la única miembro original que permanece en AKB48.

### Escándalo y degradación

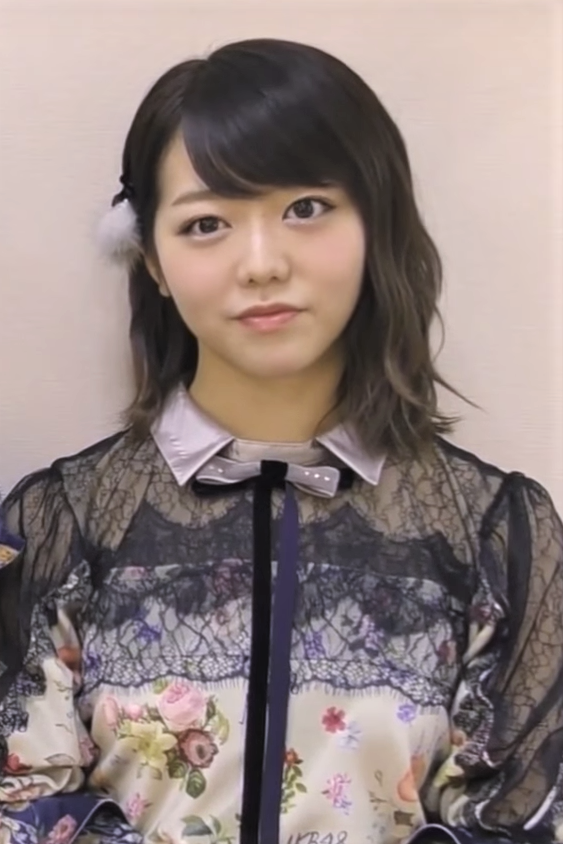
Minegishi en enero de 2018.

El 31 de enero de 2013, Minegishi se vio envuelta en un escándalo tras la publicación de la revista semanal Shukan Bunshun, en la cual se informaba que Minegishi había pasado la noche en el apartamento del idol Alan Shirahama, miembro del grupo Generations. Unas horas más tarde, se anunció a través del blog oficial de AKB48 que Minegishi sería degradada de miembro oficial del Equipo B al estatus de kenkyūsei (aprendiz) a partir del 1 de febrero. De esta forma, se convirtió en la primera miembro de AKB48 en ser degradada a aprendiz en cuatro años, tras la degradación de Miki Saotome a finales de enero de 2009. En el mismo día, el canal oficial de AKB48 publicó un video en el cual se muestra a Minegishi con la cabeza rapada y en dónde se disculpa con sus fanáticos por su "comportamiento irreflexivo", esperando que la administración le permitiera permanecer en el grupo junto con las demás miembros que amaba. En su declaración de YouTube, Minegishi explicó que cortó su cabello al entrar en "estado de shock" tras leer el artículo de Shukan Bunshun y no poder calmarse. Sin embargo, en Japón, cortarse el cabello es una forma de demostrar contrición y penitencia. El incidente fue ampliamente informado incluso en medios extranjeros.
En un artículo para The Japan Times, Ian Martin señaló que «Lo que está sucediendo aquí es que la protección de las frágiles fantasías de los fanáticos automáticamente supera el derecho humano básico a una vida fuera de ese marco de fantasía. Aunque como señaló el abogado Hifumi Okunuki en un artículo de Japan Times el 22 de enero, tal arreglo es probablemente ilegal bajo las leyes laborales japonesas».
El 24 de agosto de 2013, AKB48 anunció el establecimiento de un nuevo Equipo 4 con Minegishi siendo reincorporada como miembro oficial, así como también nombrada capitana de dicho grupo; el resto de los miembros fueron promovidas desde la 13.ª y 14.ª generación de aprendices.

## Filmografía

### Películas
- Ashita no Watashi no Tsukurikata (2007)
- Densen Uta (2007)
- Moshidora (2011)
- Documentary of AKB48: Show Must Go On (2012)
- Documentary of AKB48: No Flower Without Rain (2013)
- Joshikō (2016)

### Televisión
- Joshideka!: Joshi Keiji (TBS, 2007)
- Guren Onna (TV Tokyo, 2008), episodio 5, invitada
- Cat Street (NHK, 2008) como Yukari
- Koi Shite Akuma: Vampire Boy (KTV, 2009) como Saki Inaba
- Majisuka Gakuen (TV Tokyo, 2010) como Ella misma
- Sakura Kara no Tegami: AKB48 Sorezore no Sotsugyō Monogatari (NTV, 2011) como Ella misma
- Majisuka Gakuen 2 (TV Tokyo, 2011) como Shaku
- Soup Curry (HBC y TBS, 2012) como Megumi Natsukawa
- So Long! (NTV, 2013) como Mitsuki Watase
- Aoyama 1-seg Kaihatsu (NHK, 2014-2015) como Nana Kawahara
- AKB Horror Night: Adrenaline's Night Ep.35 - Claim (2016) como Kyōko
- AKB Love Night: Love Factory Ep.9 - Way Back Home (2016) como Aika

### Photobooks
- B.L.T. U-17 Vol.7 summer (7 de agosto de 2008, Tokyo News Service)
- South (23 de agosto de 2008, Wani Books)